# Maleficio
Maleficio és una pel·lícula en blanc i negre també titulada com Tres citas con el destino coproducció de l'Argentina, Espanya i Mèxic dirigida per León Klimovsky (episodi argentí), Florián Rey (episodi espanyol) i Fernando de Fuentes (episodi mexicà) sobre el guió d'Alberto Girri (episodi mexicà), Alejandro Verbitsky i Emilio Villalba Welsh (episodi argentí) i Miguel Mihura (episodi espanyol) que es va estrenar el 15 de juliol de 1954 i que va tenir com a protagonistes a Narciso Ibáñez Menta i Olga Zubarry (episodi argentí), Jorge Mistral i Fernando Cortés (episodi mexicà) i Antonio Vilar i Amparo Rivelles (episodi español).

## Sinopsi
Un conte sobre la influència letal d'una joia.

## Repartiment
Episodi argentí
- Narciso Ibáñez Menta ... Doctor Félix Miranda / Martín Pacheco
- Santiago Gómez Cou... inspector de la policía
- Nathán Pinzón... "el griego"
- Maurice Jouvet... Roberto
- Ricardo Argemí
- Alba Solís... Ángela
- Alberto Quiles

Episodi mexicà
- Jorge Mistral... Conde Everardo Garrido y Altamira / Sebastián
- Fernando Cortés... Everardo Barbosa
- Sara Guasch... Amelia
- Fernando Galiana
- Tito Novaro

Episodi espanyol
- Antonio Vilar... Antonio
- Amparo Rivelles... Chelo
- Lolita Sevilla... Gloria
- Manuel Arbó... cantinero
- Rosario Royo
- José G. Rey
- Félix Briones

## Comentaris
La crònica d' El Heraldo del Cinematografista va dir que es tractava d'una:
| « | ”discreta narració que barreja elements policials, dramàtics i de fantasia”. | » |